# Adliswil
Adliswil är en ort och kommun  i distriktet Horgen i kantonen Zürich, Schweiz. Kommunen har 19 707 invånare (2023).
Kommunen består, förutom av centralorten Adliswil, bland annat av ortsdelarna Büchel, Buttenau, Hündli-Zopf, Lebern, Oberleimbach, Rüti, Sihlau, Sihlhof, Sonnenberg, Sood, Tal, Wacht och Wanneten.